# Gran Premi de Bèlgica
|  | Aquest article tracta sobre Fórmula 1. Si cerqueu informació sobre motociclisme, vegeu «Gran Premi de Bèlgica de motociclisme». |

El Gran Premi de Bèlgica és una prova automobilística de Fórmula 1 que es disputa actualment al circuit de Spa-Francorchamps.
Històricament les primeres curses van tenir lloc els anys 20, però no va ser fins més tard que les curses que s'hi disputaven van prendre rellevància.
La carrera s'ha disputat a tres circuits: Nivelles (els anys 1972 i 1974), Zolder (l'any 1973, l'interval entre 1975 i 1982 i l'any 1984) i Spa-Francorchamps (la resta de temporades).

## Guanyadors del Gran Premi de Bèlgica
| Any     | Pilot                                      | Equip                  | Circuit           | Resultats         |
| ------- | ------------------------------------------ | ---------------------- | ----------------- | ----------------- |
| 2021    | Max Verstappen                             | Red Bull-Honda         | Spa-Francorchamps | Resultats         |
| 2020    | Lewis Hamilton                             | Mercedes               | Spa-Francorchamps | Resultats         |
| 2019    | Charles Leclerc                            | Ferrari                | Spa-Francorchamps | Resultats         |
| 2018    | Sebastian Vettel                           | Ferrari                | Spa-Francorchamps | Resultats         |
| 2017    | Lewis Hamilton                             | Mercedes               | Spa-Francorchamps | Resultats         |
| 2016    | Nico Rosberg                               | Mercedes               | Spa-Francorchamps | Resultats         |
| 2015    | Lewis Hamilton                             | Mercedes               | Spa-Francorchamps | Resultats         |
| 2014    | Daniel Ricciardo                           | Red Bull - Renault     | Spa-Francorchamps | Resultats         |
| 2013    | Sebastian Vettel                           | Red Bull - Renault     | Spa-Francorchamps | Resultats         |
| 2012    | Jenson Button                              | McLaren - Mercedes     | Spa-Francorchamps | Resultats         |
| 2011    | Sebastian Vettel                           | Red Bull - Renault     | Spa-Francorchamps | Resultats         |
| 2010    | Lewis Hamilton                             | McLaren - Mercedes     | Spa-Francorchamps | Resultats         |
| 2009    | Kimi Räikkönen                             | Ferrari                | Spa-Francorchamps | Resultats         |
| 2008    | Felipe Massa                               | Ferrari                | Spa-Francorchamps | Resultats         |
| 2007    | Kimi Räikkönen                             | Ferrari                | Spa-Francorchamps | Resultats         |
| 2006    | No es va disputar                          | No es va disputar      | No es va disputar | No es va disputar |
| 2005    | Kimi Räikkönen                             | McLaren - Mercedes     | Spa-Francorchamps | Resultats         |
| 2004    | Kimi Räikkönen                             | McLaren - Mercedes     | Spa-Francorchamps | Resultats         |
| 2003    | No es va disputar                          | No es va disputar      | No es va disputar | No es va disputar |
| 2002    | Michael Schumacher                         | Ferrari                | Spa-Francorchamps | Resultats         |
| 2001    | Michael Schumacher                         | Ferrari                | Spa-Francorchamps | Resultats         |
| 2000    | Mika Häkkinen                              | McLaren - Mercedes     | Spa-Francorchamps | Resultats         |
| 1999    | David Coulthard                            | McLaren - Mercedes     | Spa-Francorchamps | Resultats         |
| 1998    | Damon Hill                                 | Jordan - Mugen - Honda | Spa-Francorchamps | Resultats         |
| 1997    | Michael Schumacher                         | Ferrari                | Spa-Francorchamps | Resultats         |
| 1996    | Michael Schumacher                         | Ferrari                | Spa-Francorchamps | Resultats         |
| 1995    | Michael Schumacher                         | Benetton - Renault     | Spa-Francorchamps | Resultats         |
| 1994    | Damon Hill                                 | Williams - Renault     | Spa-Francorchamps | Resultats         |
| 1993    | Damon Hill                                 | Williams - Renault     | Spa-Francorchamps | Resultats         |
| 1992    | Michael Schumacher                         | Benetton - Ford        | Spa-Francorchamps | Resultats         |
| 1991    | Ayrton Senna                               | McLaren - Honda        | Spa-Francorchamps | Resultats         |
| 1990    | Ayrton Senna                               | McLaren - Honda        | Spa-Francorchamps | Resultats         |
| 1989    | Ayrton Senna                               | McLaren - Honda        | Spa-Francorchamps | Resultats         |
| 1988    | Ayrton Senna                               | McLaren - Honda        | Spa-Francorchamps | Resultats         |
| 1987    | Alain Prost                                | McLaren - TAG          | Spa-Francorchamps | Resultats         |
| 1986    | Nigel Mansell                              | Williams - Honda       | Spa-Francorchamps | Resultats         |
| 1985    | Ayrton Senna                               | Lotus - Renault        | Spa-Francorchamps | Resultats         |
| 1984    | Michele Alboreto                           | Ferrari                | Zolder            | Resultats         |
| 1983    | Alain Prost                                | Renault                | Spa-Francorchamps | Resultats         |
| 1982    | John Watson                                | McLaren - Ford         | Zolder            | Resultats         |
| 1981    | Carlos Reutemann                           | Williams - Ford        | Zolder            | Resultats         |
| 1980    | Didier Pironi                              | Ligier - Ford          | Zolder            | Resultats         |
| 1979    | Jody Scheckter                             | Ferrari                | Zolder            | Resultats         |
| 1978    | Mario Andretti                             | Lotus - Ford           | Zolder            | Resultats         |
| 1977    | Gunnar Nilsson                             | Lotus - Ford           | Zolder            | Resultats         |
| 1976    | Niki Lauda                                 | Ferrari                | Zolder            | Resultats         |
| 1975    | Niki Lauda                                 | Ferrari                | Zolder            | Resultats         |
| 1974    | Emerson Fittipaldi                         | McLaren - Ford         | Nivelles          | Resultats         |
| 1973    | Jackie Stewart                             | Tyrrell - Ford         | Zolder            | Resultats         |
| 1972    | Emerson Fittipaldi                         | Lotus - Ford           | Nivelles          | Resultats         |
| 1971    | No es va disputar                          | No es va disputar      | No es va disputar | No es va disputar |
| 1970    | Pedro Rodríguez de la Vega                 | BRM                    | Spa-Francorchamps | Resultats         |
| 1969    | No es va disputar                          | No es va disputar      | No es va disputar | No es va disputar |
| 1968    | Bruce McLaren                              | McLaren - Ford         | Spa-Francorchamps | Resultats         |
| 1967    | Dan Gurney                                 | Eagle - Weslake        | Spa-Francorchamps | Resultats         |
| 1966    | John Surtees                               | Ferrari                | Spa-Francorchamps | Resultats         |
| 1965    | Jim Clark                                  | Lotus - Climax         | Spa-Francorchamps | Resultats         |
| 1964    | Jim Clark                                  | Lotus - Climax         | Spa-Francorchamps | Resultats         |
| 1963    | Jim Clark                                  | Lotus - Climax         | Spa-Francorchamps | Resultats         |
| 1962    | Jim Clark                                  | Lotus - Climax         | Spa-Francorchamps | Resultats         |
| 1961    | Phil Hill                                  | Ferrari                | Spa-Francorchamps | Resultats         |
| 1960    | Jack Brabham                               | Cooper - Climax        | Spa-Francorchamps | Resultats         |
| 1959    | No es va disputar                          | No es va disputar      | No es va disputar | No es va disputar |
| 1958    | Tony Brooks                                | Vanwall                | Spa-Francorchamps | Resultats         |
| 1957    | No es va disputar                          | No es va disputar      | No es va disputar | No es va disputar |
| 1956    | Peter Collins                              | Lancia - Ferrari       | Spa-Francorchamps | Resultats         |
| 1955    | Juan Manuel Fangio                         | Mercedes               | Spa-Francorchamps | Resultats         |
| 1954    | Juan Manuel Fangio                         | Maserati               | Spa-Francorchamps | Resultats         |
| 1953    | Alberto Ascari                             | Ferrari                | Spa-Francorchamps | Resultats         |
| 1952    | Alberto Ascari                             | Ferrari                | Spa-Francorchamps | Resultats         |
| 1951    | Giuseppe Farina                            | Alfa Romeo             | Spa-Francorchamps | Resultats         |
| 1950    | Juan Manuel Fangio                         | Alfa Romeo             | Spa-Francorchamps | Resultats         |
| 1949    | Louis Rosier                               | Talbot                 | Spa-Francorchamps | Resultats         |
| 1948    | No es va disputar                          | No es va disputar      | No es va disputar | No es va disputar |
| 1947    | Jean-Pierre Wimille                        | Alfa Romeo             | Spa-Francorchamps | Resultats         |
| 1946    | Eugène Chaboud                             | Delage                 | Spa-Francorchamps | Resultats         |
| 1940-45 | No es va disputar                          | No es va disputar      | No es va disputar | No es va disputar |
| 1939    | Hermann Lang                               | Mercedes               | Spa-Francorchamps | Resultats         |
| 1938    | No es va disputar                          | No es va disputar      | No es va disputar | No es va disputar |
| 1937    | Rudolf Hasse                               | Auto Union             | Spa-Francorchamps | Resultats         |
| 1936    | No es va disputar                          | No es va disputar      | No es va disputar | No es va disputar |
| 1935    | Rudolf Caracciola                          | Mercedes               | Spa-Francorchamps | Resultats         |
| 1934    | René Dreyfus                               | Bugatti                | Spa-Francorchamps | Resultats         |
| 1933    | Tazio Nuvolari                             | Maserati               | Spa-Francorchamps | Resultats         |
| 1932    | No es va disputar                          | No es va disputar      | No es va disputar | No es va disputar |
| 1931    | William Grover-Williams · Carlo A. Conelli | Bugatti                | Spa-Francorchamps | Resultats         |
| 1930    | Louis Chiron                               | Bugatti                | Spa-Francorchamps | Resultats         |
| 1926-29 | No es va disputar                          | No es va disputar      | No es va disputar | No es va disputar |
| 1925    | Antonio Ascari                             | Alfa Romeo             | Spa-Francorchamps | Resultats         |